# شاپرکان قارچ‌خوار
شاپرکان قارچ‌خوار (نام علمی: Tineidae) نام یک تیره از راسته پروانه‌سانان است.